# Телесфор (военачальник)
Телесфо́р (др.-греч. Tελεσφoρoς; умер после 307 года до н. э.) — македонский военачальник на службе у своего дяди Антигона I Одноглазого.
Телесфор командовал войсками Антигона во время Третьей войны диадохов. В 313/312 году до н. э. он занял бо́льшую часть Пелопоннеса. На следующий год в Грецию прибыло ещё одно войско Антигона под командованием Полемея, которому переподчинили воинов Телесфора. Зависть к успехам Полемея, а также недовольство своим подчинённым положением, побудили Телесфора пойти на предательство. Он продал свои корабли, набрал новое войско и захватил Элиду, включая священную для всех греков Олимпию. Впоследствии Антигон простил своего племянника. В 307 году до н. э. Телесфор спас от преследования знаменитого комедиографа Менандра.

## Биография
Предположительно, Телесфор был племянником диадоха Антигона. В античных источниках отсутствует информация о родителях Телесфора. Известно, что у Антигона было несколько братьев — Деметрий, Полемей и Марсий. Р. Биллоуз пришёл к выводу, что кроме вышеперечисленных у Антигона был ещё один брат или сестра, чьим ребёнком и был Телесфор.
В 313/312 году до н. э. Антигон отправил Телесфора с войском на пятидесяти кораблях в Пелопоннес. Официально поход был предпринят под лозунгом освобождения греков, чтобы «внушить эллинам надежду, что он [Антигон] в действительности беспокоится об их автономии». Миссия Телесфора вначале была очень успешной. Он заставил Полиперхона покинуть практически все города на Пелопоннесе за исключением Коринфа и Сикиона. Пассаж у Диодора Сицилийского: «ибо в этих городах у Полиперхонта были свои ставки, поддерживаемые крупными силами и уверенностью в прочности позиции» — даёт основание предположить, что Полиперхон без боя покинул большую часть полуострова и со своими войсками укрылся в двух крепостях, где мог оказывать сопротивление.
После этого Телесфор с двадцатью кораблями и тысячей воинов вместе с флотом наварха Медия в сто кораблей попытался снять осаду с эвбейского города Орей. Хоть им и удалось сжечь несколько кораблей правителя Македонии Кассандра, подкрепление со стороны афинян заставило Телесфора и Медия отступить.
В 312/311 году до н. э. Антигон отправил в Грецию другого своего племянника Полемея, чьи действия оказались намного более успешными. Войска Телесфора были переподчинены Полемею. Причины такого решения Антигона не ясны. Возможно, он посчитал Полемея более подходящим военачальником для этого театра военных действий. Диодор Сицилийский писал, что в то время как Полемей занял Центральную Грецию и изгнал войска Кассандра за Фермопильское ущелье, Телесфор со своим флотом находился около Коринфа, что противоречит предыдущему тексту об отступлении Полиперхона. Это предполагает несколько трактовок. По одной из версий, Полиперхон нашёл общий язык с Антигоном и перешёл на его сторону. По другой, Телесфору удалось занять какую-то из гаваней Коринфа, в то время как Полиперхон продолжал контролировать Акрокоринф.
Зависть к успехам Полемея, а также недовольство своим подчинённым положением побудили Телесфора пойти на предательство. Он продал корабли, набрал армию с которой вторгся в Элиду, в которой стал местечковым тираном, и даже ограбил священную для всех греков Олимпию, где обнаружил 50 талантов серебра. На этом фоне Полемей был вынужден отправиться в Пелопоннес, где занял Элиду и заставил двоюродного брата Телесфора прекратить военные действия.
Диоген Лаэртский упоминает Телесфора в контексте событий 307 года до н. э., когда сын Антигона Деметрий I Полиоркет занял Афины. В городе стали преследовать сторонников и друзей бывшего правителя Деметрия Фалерского, в том числе и знаменитого комедиографа Менандра. Поэта спасло лишь заступничество его друга Телесфора. Если этот фрагмент достоверен, то он свидетельствует о том, что Антигон простил племянника и тот вернулся к его двору.
Г. Берве считал, что племянник Антигона Телесфор идентичен упомянутому Плутархом, Афинеем и Сенекой приближённому Лисимаха, которого около 300 года до н. э. казнили за непристойную шутку над женой диадоха Арсиноей. Р. Биллоуз и В. Хеккель посчитали такой вывод неверным. По их мнению, в данном случае речь шла о тёзке Телесфора.

### Исследования
- Самохина Г. С. Мир 311 г. до н. э.: его дипломатическое оформление, политическое значение и место в борьбе диадохов за власть. — МНЕМОН: исследования и публикации по истории античного мира, 2005. — № 4. — С. 191—218. — ISSN 1813-193X.
- Парк Г. В. Греческие наёмники. «Псы войны» древней Эллады / Перевод книги Л. А. Игоревский. — М.: Центрполиграф, 2013. — 288 с. — ISBN 978-5-9524-5093-6.
- Berve H. Telesphoros 2 // Paulys Realencyclopädie der classischen Altertumswissenschaft :  [нем.] / Georg Wissowa. — Stuttgart : J. B. Metzler’sche Verlagsbuchhandlung, 1934. — Bd. V A,1. — Kol. 390.
- Billows R. Antigonos the One-eyed and the Creation of the Hellenistic State (англ.). — Berkeley; Los Angeles; London: University of California Press, 1997. — ISBN 0-520-06378-3.
- Heckel W. Who's Who in the Age of Alexander and his Successors. From Chaironea to Ipsos (338—301 BC) (англ.). — Barnsley: Greenhill Books, 2021. — 554 p. — ISBN 978-1-78438-648-1.